# Mackenstein

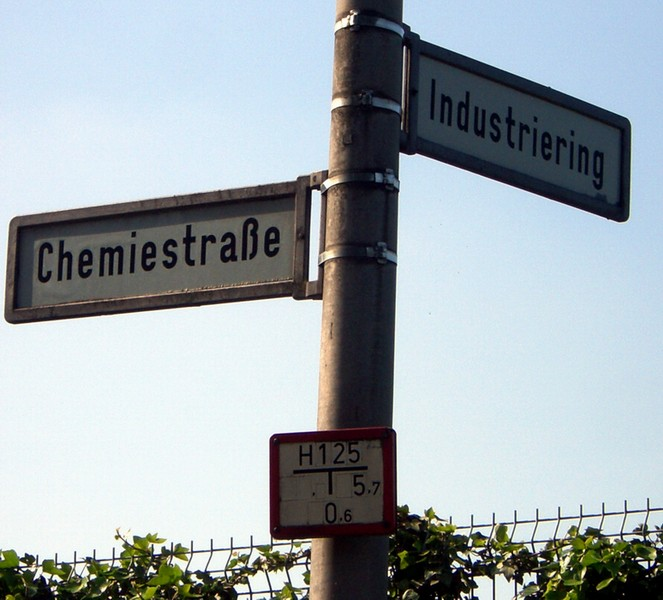
Straßenschilder in Mackenstein

Mackenstein ist ein Ortsteil und Gewerbegebiet im Viersener Stadtteil Dülken, Kreis Viersen, Nordrhein-Westfalen, Deutschland.

## Ortsteil
Erstmals erwähnt wurde der Ortsteil im Jahre 1135 Macchenstein (Brasse, Urk. 23); 1332 Makenstein (Weiler, Urk. 648). Der Name setzt sich aus Macchen- und -stein zusammen, eine Endung, die im übertragenen Sinne steinernes, festes Haus bedeutet. Machen ist der schwach gebeugte Genitiv des althochdeutschen Rufnamens Maccho. Mackenstein heißt also steinernes, festes Haus des Macko. Für 1135 ist ein Hofbezirk (villicatio) bezeugt, zu Beginn des 15. Jahrhunderts sind hier drei und 1804 zehn Höfe angesiedelt. 
Mackenstein gehörte ab dem 14. Jahrhundert zu Dülken und seit der kommunalen Neugliederung am 1. Januar 1970 zu Viersen.

## Gewerbegebiet
Ab 1970 begann die Standortvergabe im Gewerbegebiet auf zunächst 83 Hektar. Es liegt verkehrsgünstig am Autobahnkreuz Mönchengladbach, wo sich die A 61 (Venlo–Koblenz) und die A 52 (Düsseldorf–Roermond) schneiden. Auf der Fläche, die schrittweise auf rund 140 Hektar erweitert wurde, sind über 40 vorwiegend mittelständische Unternehmen ansässig.
1979 eröffnete die Firma Mars eine Produktionsstätte für die gleichnamigen Schokoriegel in Mackenstein. Weitere bekannte Unternehmen sind unter anderem Deutsche Doka GmbH, Peri GmbH, Sturm GmbH und der Eierverpacker Moos & Butzen GmbH.
Um das Jahr 2002 wurde die früher Viersen-Bockert heißende Anschlussstelle der A 61 in „Mackenstein“ umbenannt.
Seit Ende 2010 ist das Gewerbegebiet „Mackenstein Nord“ erschlossen. Anfang 2011 begann die Vermarktung von Mackenstein-Südwest.